# Селесте Холм
Селесте Холм (на английски: Celeste Holm) е американска актриса. 

## Биография
Родена е на 29 април 1917 година в Ню Йорк и израства в Манхатън. Тя е единствено дете на Джийн Парк американска художничка и автор на портрети и Теодор Холм, норвежки бизнесмен.  Поради професията на родителите си, тя често пътува по време на младостта си и посещава различни училища в Нидерландия, Франция и САЩ. Тя започва гимназия в Университетското училище за момичета в Чикаго, а след това се прехвърля в училището на Франсис У. Паркър (Чикаго), където играе в много училищни сценични постановки и завършва като член на класа от 1935 г. След това учи драма в университета в Чикаго, преди да стане сценична актриса в края на 1930-те години. 

### Смърт
Според съпруга и Франк Базил, Селесте Холм е била лекувана от загуба на паметта от 2002 г., страдала е от рак на кожата, кървящи язви и колапс на белия дроб и е имала имплантирани протези на тазобедрената става и пейсмейкъри.
През юни 2012 г. е приета в болница Рузвелт в Ню Йорк с дехидратация, където претърпява инфаркт на 13 юли 2012 г.; тя почива два дни по-късно в апартамента си в Централен парк Уест, на 95 години. 

## Избрана филмография
| Година | Филм                       | Оригинално заглавие   | Роля          | Режисьор         |
| ------ | -------------------------- | --------------------- | ------------- | ---------------- |
| 1947   | Джентълменско споразумение | Gentleman's Agreement | Ан Дитъри     | Елия Казан       |
| 1950   | Всичко за Ева              | All about Eve         | Карен Ричардс | Джоузеф Манкевич |
| 1956   | Висше общество             | High Society          | Лиз Имбри     | Чарлз Уолтърс    |